# Brandi Brandt
Brandi Brandt (nacida el 2 de noviembre de 1968 en Santa Clara, California) es una modelo y actriz estadounidense que fue Playmate del mes para la revista Playboy en octubre de 1987.

## Primeros años
Brandi Brandt nació  el 2 de noviembre de 1968 en Santa Clara, California. Es la hija de Brie Howard. Howard era batería en la banda American Girls. Cuando Brandt tenía 12 años, conoció al cómico actor Jon Lovitz, quien en esa época realizaba improvisación con su compañera en la banda American Girls, Hillary Matthews. Brandt y Lovitz se hicieron amigos.

## Carrera
A los 18 años, Brandt apareció como Playmate del Mes en octubre de 1987 para la revista Playboy.
Más tarde estuvo en la portada de la revista para el número de agosto de 1989, compartiendo la portada de marzo de 1990 de Playboy con Donald Trump.
Brandt apareció como ella misma en "Desperately Seeking Miss October", el episodio del 5 de noviembre de 1989 del sitcom de televisión Married..with Children. En el episodio, Brandt patrocina una tienda en la cual el protagonista Al Bundy (Ed O'Neill) trabaja, para adquirir un par de tacones stiletto, comenzando una competición para complacerla entre Al y su amigo Steve Rhoades (David Garrison), quienes la reconocen de Playboy. Cuando ella pregunta cuánto cuestan los zapatos, un agradecido Al se los da gratis, explicando que ella hizo posible que Al y Steve tuviesen sexo con sus mujeres.
En 1989, Brandt apareció como la operadora del ascensor al comienzo del vídeo "Love in an Elevator" de Aerosmith.
En 2000, hizo un cameo en la película de Troma Entertainment Citizen Toxie: The Toxic Avenger IV.

## Vida personal
Entre 1990 y 1996, Brandt estuvo casada con el bajista de Mötley Crüe Nikki Sixx, con quien tiene tres hijos.
Entre julio y diciembre de 2007, Brandt estuvo supuestamente en implicada en tráfico de cocaína en Australia. El 15 de noviembre de 2013, Brandt fue extraditada de Los Ángeles, California a Sídney, Australia para enfrentar los cargos criminales en un Tribunal de Sídney por su supuesta implicación. En abril de 2014, Brandt se declaró culpable por el cargo de conspiración para importar drogas. El 29 de agosto de 2014, Brandt fue sentenciada hasta seis años de prisión. Obtuvo la libertad condicional en noviembre de 2016.

## Filmografía
- Ticker (2001) como Camarera de Cocktail
- Citizen Toxie: The Toxic Avenger IV (2000) como Glamurosa Gyno-Americana
- Una boda de locos (1989) como Serena
- Married... with Children como Ella misma (1 episodio, "Desperately Seeking Miss October" (1989))